# يوحنا أندرسون (لاعب هوكي الجليد)
يوحنا أندرسون (بالسويدية: Johan Andersson)‏ (و. 1984  م) هو لاعب هوكي الجليد سويدي، مركز لعبه هو وسط ‏.

## روابط خارجية
- يوحنا أندرسون على موقع دوري الهوكي الوطني (الإنجليزية)
- يوحنا أندرسون على موقع EliteProspects.com (الإنجليزية)
- يوحنا أندرسون على موقع Eurohockey.com (الإنجليزية)
- يوحنا أندرسون على موقع HockeyDB.com (الإنجليزية)